# Afrocucumis africana
Afrocucumis africana är en sjögurkeart som först beskrevs av Semper.  Afrocucumis africana ingår i släktet Afrocucumis och familjen korvsjögurkor. Inga underarter finns listade i Catalogue of Life.

## Bildgalleri

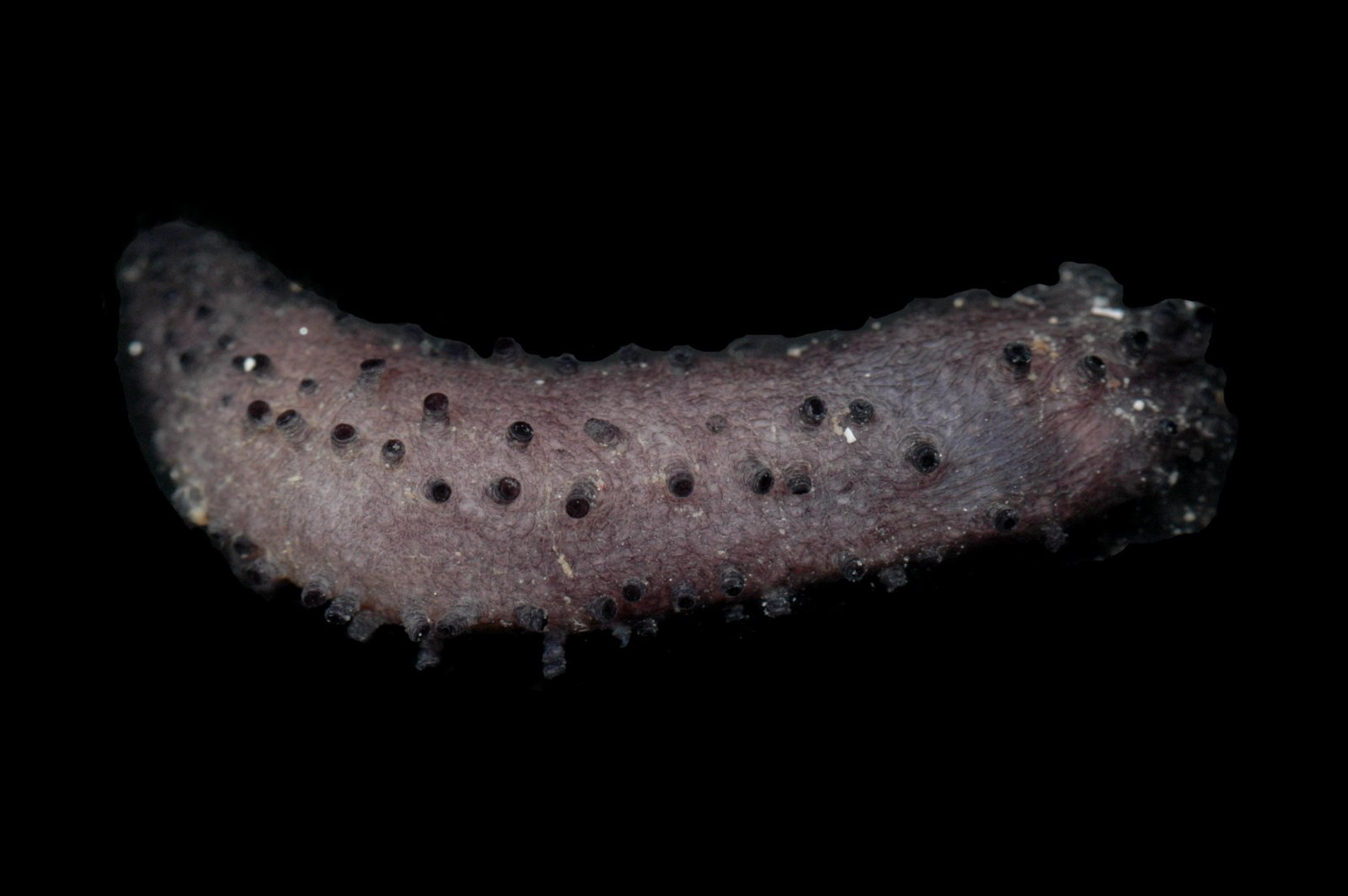